# Höjdhopp för damer i friidrott vid olympiska sommarspelen 2024
Damernas höjdhopp vid olympiska sommarspelen 2024 avgjordes den 2 och 4 augusti 2024 på Stade de France i Frankrike. 32 idrottare från 24 nationer deltog i tävlingen. Det var 23:e gången grenen fanns med i ett OS och den har funnits med i varje OS sedan 1928.

Video på finalens höjdpunkter.

Fram till OS hade höjdhoppssäsongen innehållit det överraskande världsrekordet av Jaroslava Mahutjich. Mindre än en månad före OS vid den årliga tävlingen Meeting de Paris, som hölls på andra sidan staden på arenan Stade Charléty, hade Mahutjich redan klarat 2,03 meter för att vinna tävlingen. En höjdhoppstävling slutar bara med tre misslyckanden eller om idrottaren avstår att hoppa vidare. Som vinnare kunde hon välja var hon skulle sätta ribban igen. Hon valde 2,07 och klarade det, så tävlingen fortsatte. Hon satte ribban till den sällan ens försökta 2,10 och klarade den i sitt första försök och slog därmed det 37 år gamla rekordet på 2,09 meter av Stefka Kostadinova. Det var ett av de äldsta rekorden inom friidrott som sattes vid världsmästerskapen 1987.
I finalen gick guldet till Jaroslava Mahutjich som klarade av 2,00 meter på första försöket, medan Nicola Olyslagers klarade av den höjden först på tredje försöket och sedan med tre rivningar på 2,02 fick nöja sig med silvret. Bronset delades mellan Iryna Herasjtjenko och Eleanor Patterson som båda klarade av som bäst 1,95 på tredje försöket med lika rivningar fram till dess.
| Spel           | Guld                        | Silver                       | Brons                                                   |
| Höjdhopp damer | Jaroslava Mahutjich Ukraina | Nicola Olyslagers Australien | Iryna Herasjtjenko Ukraina Eleanor Patterson Australien |

## Kvalificering till OS-grenen
Kvalificeringsperioden för damernas höjdhopp var mellan 1 juli 2023 och 30 juni 2024. 32 idrottare kvalificerade sig till evenemanget, med högst tre idrottare per nation, genom att klara av kvalificeringsstandarden 1,97 meter eller genom sin världsranking i friidrott för denna gren.

## Schema
Alla tider är CET.
| Datum          | Tid   | Omgång |
| -------------- | ----- | ------ |
| 2 augusti 2024 | 10:15 | Kval   |
| 4 augusti 2024 | 19:50 | Final  |

## Rekord
Innan tävlingens start fanns följande rekord:
| Rekord           | Idrottare                 | Höjd | Plats            | Datum           |
| ---------------- | ------------------------- | ---- | ---------------- | --------------- |
| Världsrekord     | Jaroslava Mahutjich (UKR) | 2,10 | Paris, Frankrike | 7 juli 2024     |
| Olympiskt rekord | Yelena Slesarenko (RUS)   | 2,06 | Aten, Grekland   | 28 augusti 2004 |

| Område                                   | Höjd      | Idrottare             | Nation     |
| ---------------------------------------- | --------- | --------------------- | ---------- |
| Afrika                                   | 2,06      | Hestrie Cloete        | Sydafrika  |
| Asien                                    | 2,00      | Nadezhda Dubovitskaya | Kazakstan  |
| Europa                                   | 2,10 0VR0 | Jaroslava Mahutjich   | Ukraina    |
| Nordamerika, Centralamerika och Karibien | 2,05      | Chaunté Lowe          | USA        |
| Oceanien                                 | 2,03      | Nicola Olyslagers     | Australien |
| Sydamerika                               | 1,96      | Solange Witteveen     | Argentina  |

## Resultat
Noteringarnas förklaring finns längst ner.

### Kval
Idrottarna behövde klara av kvalgränsen 1,97 meter 0Q0 eller hamna på de 12 första platserna 0q0 för att gå till final.
| Plac. | Grupp            | Idrottare             | Nation         | 1,83 | 1,88 | 1,92 | 1,95 | 1,97 | Höjd | Noteringar |
| ----- | ---------------- | --------------------- | -------------- | ---- | ---- | ---- | ---- | ---- | ---- | ---------- |
| 1     | A                | Jaroslava Mahutjich   | Ukraina        | –    | –    | o    | o    | r    | 1,95 | 0q0        |
| 1     | B                | Nicola Olyslagers     | Australien     | –    | o    | o    | o    | r    | 1,95 | 0q0        |
| 3     | A                | Eleanor Patterson     | Australien     | –    | o    | xo   | o    | r    | 1,95 | 0q0 =0SB0  |
| 4     | B                | Iryna Herasjtjenko    | Ukraina        | o    | o    | xo   | xo   | r    | 1,95 | 0q0 =0SB0  |
| 5     | B                | Safina Sadullayeva    | Uzbekistan     | o    | o    | o    | xxo  | r    | 1,95 | 0q0 SB0    |
| 6     | A                | Christina Honsel      | Tyskland       | o    | xo   | xo   | xxo  | r    | 1,95 | 0q0 =0SB0  |
| 7     | A                | Elena Kulichenko      | Cypern         | o    | xo   | o    | xxx  |      | 1,92 | 0q0        |
| 8     | B                | Tatiana Gusin         | Grekland       | o    | o    | xo   | xxx  |      | 1,92 | 0q0        |
| 8     | B                | Nawal Meniker         | Frankrike      | o    | o    | xo   | xxx  |      | 1,92 | 0q0        |
| 8     | B                | Buse Savaşkan         | Turkiet        | o    | o    | xo   | xxx  |      | 1,92 | 0q0 =0PB0  |
| 11    | A                | Valdiléia Martins     | Brasilien      | o    | xo   | xo   | xxr  |      | 1,92 | 0q0 =0NR0  |
| 12    | B                | Vashti Cunningham     | USA            | o    | xxo  | xxo  | xxx  |      | 1,92 | 0q0        |
| 12    | A                | Angelina Topić        | Serbien        | –    | xxo  | xxo  | xxx  |      | 1,92 | 0q0        |
| 14    | B                | Imke Onnen            | Tyskland       | xo   | xxo  | xxo  | xxx  |      | 1,92 |            |
| 15    | A                | Rachel Glenn          | USA            | o    | o    | xxx  |      |      | 1,88 |            |
| 15    | A                | Michaela Hrubá        | Tjeckien       | o    | o    | xxx  |      |      | 1,88 |            |
| 15    | A                | Morgan Lake           | Storbritannien | o    | o    | xxx  |      |      | 1,88 |            |
| 15    | B                | Airinė Palšytė        | Litauen        | o    | o    | xxx  |      |      | 1,88 |            |
| 19    | B                | Temitope Adeshina     | Nigeria        | o    | xo   | xxx  |      |      | 1,88 |            |
| 19    | A                | Mirela Demireva       | Bulgarien      | o    | xo   | xxx  |      |      | 1,88 |            |
| 19    | A                | Solène Gicquel        | Frankrike      | o    | xo   | xxx  |      |      | 1,88 |            |
| 19    | A                | Yelizaveta Matveyeva  | Kazakstan      | o    | xo   | xxx  |      |      | 1,88 |            |
| 19    | A                | Daniela Stanciu       | Rumänien       | o    | xo   | xxx  |      |      | 1,88 | 0SB0       |
| 24    | B                | Lamara Distin         | Jamaica        | xo   | xo   | xxxx |      |      | 1,88 |            |
| 25    | A                | Rose Amoanimaa Yeboah | Ghana          | xo   | xxo  | xxx  |      |      | 1,88 |            |
| 26    | B                | Elisabeth Pihela      | Estland        | o    | xxx  |      |      |      | 1,83 |            |
| 26    | B                | Lia Apostolovski      | Slovenien      | o    | xxx  |      |      |      | 1,83 |            |
| 28    | B                | Nadezhda Dubovitskaya | Kazakstan      | xo   | xxx  |      |      |      | 1,83 |            |
| 28    | B                | Ella Junnila          | Finland        | xo   | xxx  |      |      |      | 1,83 |            |
| 28    | A                | Maria Żodzik          | Polen          | xo   | xxx  |      |      |      | 1,83 |            |
|       | A                | Panagiota Dosi        | Grekland       | xxx  |      |      |      |      | –    | 0NM0       |
| B     | Yuliya Levchenko | Ukraina               | xxx            |      |      |      |      | –    | 0NM0 |            |

### Final
| Rank | Idrottare           | Nation     | 1,86 | 1,91 | 1,95 | 1,98 | 2,00 | 2,02 | 2,04 | Höjd | Noteringar |
| ---- | ------------------- | ---------- | ---- | ---- | ---- | ---- | ---- | ---- | ---- | ---- | ---------- |
| 1    | Jaroslava Mahutjich | Ukraina    | —    | o    | o    | o    | o    | xx-  | x    | 2,00 |            |
| 2    | Nicola Olyslagers   | Australien | —    | o    | o    | o    | xxo  | xxx  |      | 2,00 |            |
| 3    | Iryna Herasjtjenko  | Ukraina    | o    | o    | o    | xxx  |      |      |      | 1,95 | =0SB0      |
| 3    | Eleanor Patterson   | Australien | o    | o    | o    | xxx  |      |      |      | 1,95 | =0SB0      |
| 5    | Vashti Cunningham   | USA        | o    | xo   | o    | xxx  |      |      |      | 1,95 |            |
| 6    | Christina Honsel    | Tyskland   | xo   | o    | xo   | xxx  |      |      |      | 1,95 | =0SB0      |
| 7    | Elena Kulichenko    | Cypern     | o    | xo   | xxo  | xxx  |      |      |      | 1,95 |            |
| 7    | Safina Sadullayeva  | Uzbekistan | o    | xo   | xxo  | xxx  |      |      |      | 1,95 | =0SB0      |
| 9    | Tatiana Gusin       | Grekland   | o    | xxx  |      |      |      |      |      | 1,86 |            |
| 10   | Buse Savaşkan       | Turkiet    | xo   | xxx  |      |      |      |      |      | 1,86 |            |
| 11   | Nawal Meniker       | Frankrike  | xxo  | xxx  |      |      |      |      |      | 1,86 |            |
| 12   | Valdiléia Martins   | Brasilien  | r    |      |      |      |      |      |      | –    | 0NM0       |
| 13   | Angelina Topić      | Serbien    |      |      |      |      |      |      |      | –    | 0DNS0      |